# Buste de Bellone
Le Buste de Bellone est une sculpture polychrome constituée de différents matériaux réalisée par l'artiste français Jean-Léon Gérôme vers 1899,.

## Sujet mythologique
La statue représente Bellone, une déesse de la Guerre de la mythologie romaine. Divinité dont l'origine est incertaine, elle est à la fois considérée comme l'épouse et la soeur de Mars.

## Histoire

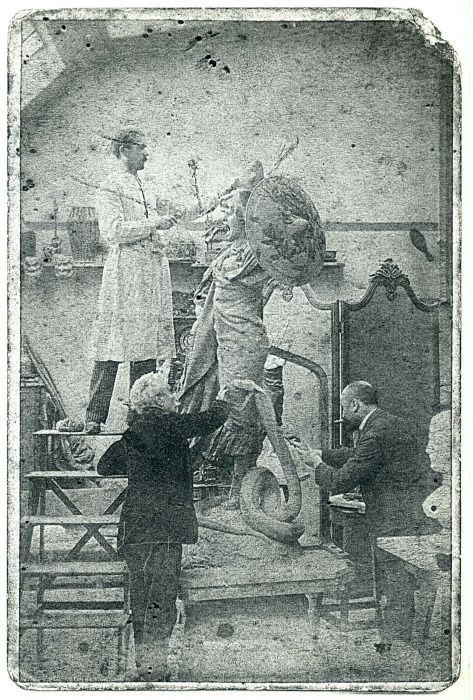
Photographie de Gérôme vers 1891-1892 en train de sculpter l'oeuvre dans son atelier situé au 6 rue de Bruxelles à Paris.

Un plâtre préparatoire de l'oeuvre est réalisé en 1892.
Le buste de Bellone a été conçu vers 1899.
Du 15 juin au 12 septembre 2010, l'oeuvre est envoyé aux États-Unis pour être exposée au musée Getty à Los Angeles. Elle est par la suite exposée au musée d'Orsay à Paris du 18 octobre 2010 au 23 janvier 2011.

## Description
Le buste est fait de plusieurs matériaux. En effet, on note la présence de bronze, bronze doré, plâtre peint, bois polychrome, porcelaine, verre et paillon.
Les dimensions de l'oeuvre sont les suivantes : 87 × 47 × 30 cm.